# ۱۲۹۸ (قمری)
۱۲۹۸ (قمری)، هزار و دویست و نود و هشتمین سال در گاهشماری هجری قمری است. اول محرم این سال برابر با چهارم دسامبر سال ۱۸۸۰ میلادی است.

## درگذشتگان
- میرزا حسین‌خان سپهسالار : صدراعظم ایران در دوره ناصرالدین‌شاه قاجار.

## وابسته
- وحید دستگردی
- یاقوت مستعصمی